# Roy Berocay
Roy Berocay (Montevideo, 21 de febrero de 1955) es un escritor, músico, compositor y periodista uruguayo, conocido por sus trabajos de literatura infantil.

## Biografía
Nació en Montevideo el 21 de febrero de 1955. Vivió con sus padres en la ciudad de Chicago (EE. UU.) desde 1964 hasta 1969. Cursó estudios secundarios en el liceo de Atlántida. Está casado y tiene cinco hijos.
Desde la adolescencia integró distintos grupos de rock, como Silos o Dekada. Después fue guitarrista y cantante del grupo de rock y blues El conde de Saint Germain y miembro de la banda de rock La Conjura, hasta 2008. 
Entre 1980 y 1982 fue cronista policial de El Diario y corresponsal de la agencia de noticias Reuters en Uruguay. Colaboró también con revistas como El Dedo, Guambia, Zeta, Tres y Búsqueda.
En 1985 publicó Pescasueños, su primera novela. En 1989 inició su carrera como escritor de literatura infantil con Las aventuras del sapo Ruperto. Sus libros también se han publicado en Argentina, México, España y Perú.
Desde 2008, integra junto a dos de sus hijos, Pablo y Bruno, el trío de música infantil Ruperto Rocanrol. Con este grupo editó en 2008 el libro-disco Ruperto rocanrol y otras bobadas. En 2010 volvió a unirse brevemente a Conde de Saint Germain. Integra también la banda Berocay Blues.
En 2011 publicó, a través del diario El País, una colección de libros llamada Colección de relatos del Bicentenario.
En 2016 publicó La misma cantidad de osos, una novela policial con elementos sobrenaturales, orientada al público joven. En 2017 publicó Las aventuras de Tamara Ranay en 2018 Ruperto campeón.
En 2017 Ruperto Rocanrol participó en un espectáculo musical infantil, basado en Cuentos de la selva de Horacio Quiroga, con la participación del Ballet Nacional Sodre, la Escuela Nacional de Danza, la Orquesta Juvenil del Sodre e integrantes del ballet folclórico juvenil. Por este espectáculo obtuvo, junto a la Orquesta Juvenil del Sodre, el premio Florencio al teatro para niños en la categoría mejor ambientación sonora. La música fue compuesta por Berocay, con arreglos de Pablo Rey.
En 2018 fue nominado al premio Florencio al teatro para niños en la categoría ambientación sonora, por la música de El gato con botas. También recibió el premio Alas por su aporte a la cultura nacional.En el año 2024 recibió el premio Florencio al teatro infantil como Mejor musical por Ruperto Rocanrol y la máquina del tiempo.

## Libros
- Pescasueños (1985)
- La noche del dragón (1990)
- Ruperto escolar y siete cuentos sin sapo (1992)
- Pateando lunas (1993)
- El abuelo más loco del mundo (1994)
- Las aventuras del sapo Ruperto (1994)
- Ruperto de terror (1995)
- Ruperto detective (1997)
- Lucas, el fantástico (1997)
- Siete cuentos sin sapo (1998)
- Pequeña ala (1998)
- Ruperto insiste (1999)
- Ruperto al rescate (1999)
- Los telepiratas (1999)
- Babu (1999)
- Un mundo perfecto (2000)
- Ruperto y El Señor Siniestro otra vez (2000)
- Ruperto y los extraterrestres (2000)
- La niebla (2001)
- El país de las cercanías (2001)
- El país de las cercanías 2 (2002)
- Tan azul (2004)
- Las semillas de lo bueno (2005)
- Ruperto y los extraterrestres (2005)
- Ernesto el exterminador de seres monstruosos y otras porquerías (2006)
- Rocanrol (2006)
- Nikomi y la tortuga gigante (2007)
- Juanita Julepe y la Máquina de Olvidar (2007)
- Juanita Julepe y el río de Zombis (2007)
- Instrucciones para jugar con sapos invisibles (2007)
- Instrucciones para atrapar un monstruo peludo (2007)
- Apocalipso. Al libro lo acompañó un disco de La Conjura compuesto por trece canciones relacionadas con la novela (2008)[12]
- Ruperto rocanrol y otras bobadas (2008)
- Supersapo (2009)
- Ruperto y el Señor Siniestro (2009)
- Ruperto y La Comadreja Robot (2010)
- A jugar con el sapo Ruperto (2010)
- Ernesto el exterminador y el increíble mundo más allá de Sayago (2010)
- Ruperto Rocanrol 2 : el secreto de la felicidad (2011)
- El casamiento de Ricoleto y algunos desastres (2011)
- El general y el tornado y otros cuentos de nuestra historia (2011)
- El éxodo de Francisco (2011)
- Gerardo y el fin del mundo (2011)
- Ruperto y Las Vacaciones Siniestras (2012)
- La gira de la felicidad (2012)
- Leandro de la selva (2013)
- El pollo loco (2014)
- "El sapo Ruperto 3 (2014)"
- El casamiento de Ruperto (2018)
- Ruperto y el increíble niño rodante (2018)
- La misma cantidad de osos (2018)
- Las aventuras de Tamara Rana (2018)
- Ruperto campeón (2019)
- Un poema invisible y otros que se pueden ver (2019)
- Superniña (2020)
- " El principio oscuro (2021)

## Discografía
- El conde de Saint Germain (El conde de St Germain, 1994)
- Pequeños infiernos (La conjura, 1999)
- Lo que hay (La conjura, Bizarro, 2002)
- Por fuera (La Conjura. Bizarro Records, 2005)
- 1000 km para ver (La Conjura, Bizarro Records, 2007)
- Apocalipso (Roy Berocay y La Conjura, Bizarro Records, 2008)
- Ruperto Rocanrol y otras bobadas (Alfaguara 2010)
- Ruperto Rocanrol, El secreto de la felicidad (Alfaguara, 2012)
- Bastante bardo (Ruperto Rocanrol, Papagayo Azul, 2014)
- Alegría mismo (Ruperto Rocanrol, Papagayo Azul, 2016)
- Cinco (Ruperto Rocanrol, Papagayo Azul, 2018)
- El replicante (Roy Berocay, Independiente, 2020)

- Contra toda lluvia (Roy Berocay, Bohemio records 2024)

## Premios
- 1989: Premio Editorial Tupac Amaru Ediciones por Ruperto Detective.
- 1989: Premio Ministerio de Educación y Cultura de Uruguay por Ruperto Detective
- 1992: Premio Bartolomé Hidalgo de Literatura Infantil por El misterio de la caja habladora[14]
- 1992: Premio Municipal por Ruperto de terror
- 2006: Premio Bartolomé Hidalgo de Literatura Infantil y Juvenil por Ruperto y los extraterrestres[15]
- 2009: Premio Bartolomé Hidalgo a la Trayectoria[16]
- 2017: Premio Florencio al teatro para niños y adolescentes, junto a la Orquesta Juvenil del Sodre, por la música del espectáculo Cuentos de la selva.[8]
- 2018: Premio Alas por su aporte a la cultura nacional[11]